# Iuri Lontxakov
Iuri Valentínovitx Lontxakov (rus: Юрий Валентинович Лончаков; nascut el 4 de març de 1965) és un cosmonauta rus i va realitzar tres missions a l'espai. Va estar 200 dies a l'espai i va conduir dos passeigs espacials.